# Gérard Dionne
Pour les articles homonymes, voir Dionne.
Gérard Dionne, né le 19 juin 1919 à Saint-Basile au Nouveau-Brunswick et mort le 13 mai 2020 à Edmundston (Nouveau-Brunswick), est un prélat catholique canadien. Il a été ordonné évêque en 1975 et a été l'évêque du diocèse d'Edmundston au Nouveau-Brunswick de 1983 à 1993.

## Biographie
Gérard Dionne est né le 19 juin 1919 à Saint-Basile au Nouveau-Brunswick au Canada. Le 1er mai 1948, il a été ordonné prêtre pour le diocèse d'Edmundston au Nouveau-Brunswick.
Le 29 janvier 1975, il a été nommé évêque auxiliaire du diocèse de Sault-Sainte-Marie en Ontario. Par la même occasion, il a été nommé évêque titulaire de Garba. Il a été consacré évêque le 8 avril suivant. Le 23 novembre 1983, il a été nommé évêque du diocèse d'Edmundston. Il se retira de cette fonction le 20 octobre 1993 et continua de servir en tant qu'évêque émérite.